# Более странно, чем в раю
«Более странно, чем в раю» — чёрно-белый кинофильм Джима Джармуша, который стал для режиссёра стилеобразующим и создал ему имя в синефильской среде. В 2002 году Библиотека Конгресса внесла «Более странно, чем в раю» в Национальный реестр фильмов, имеющих культурное, историческое, либо художественное значение.

## Сюжет
Главный герой — венгерский эмигрант Вилли — настолько освоился в Нью-Йорке, что говорит совсем без акцента. Однажды к нему приезжает флегматичная кузина Ева из Будапешта. Ева собиралась погостить у него всего несколько часов по дороге к тёте в Кливленд, но тётя неожиданно попадает в больницу, а Еве приходится провести в квартире у Вилли целых 10 дней.
Сначала общество незнакомки тяготит Вилли, но когда ей удаётся стащить съестное из супермаркета за углом, он признаёт в ней родственную душу. Когда Ева наконец отбывает в Кливленд, тот даже начинает скучать по её обществу.
Проходит год. Вилли вместе со своим другом Эдди, с которым они зарабатывают деньги шулерством, выигрывают на двоих 600 долларов и решают отправиться в Кливленд, чтобы навестить Еву.
Зимний Кливленд оказывается скучным местом. Втроём с Евой (которая не знает о роде их занятий) они неожиданно принимают решение поехать на юг, во Флориду. Там их пути расходятся. Пока двое друзей делают ставки на собачьих, а затем и лошадиных бегах, Ева случайно получает конверт с деньгами от неизвестного типа, оказавшись, таким образом, втянутой в непонятную ей криминальную историю.
Ева оставляет часть денег Вилли и Эдди, а с остальными едет в аэропорт, чтобы сесть на любой самолёт до Европы, но узнав, что остался только один рейс до Будапешта (откуда она и приехала), передумывает. Тем временем, прочитав её прощальное письмо, двое друзей приезжают в аэропорт, но не находят там Евы. Полагая, что она улетает, Вилли ищет её в самолёте, который вскоре улетает. Эдди, оставшись один, садится в машину и уезжает в неизвестном направлении. Ева же возвращается в гостиницу, в которой они ночевали накануне…

## В ролях
- Джон Лури — Вилли
- Эстер Балинт — Ева
- Ричард Эдсон — Эдди
- Сесилия Старк — тётя Лотти
- Дэнни Розен — Билли
- Rammellzee — человек с деньгами
- Том ДиЧилло — работник аэропорта
- Ричард Бозз — рабочий с завода
- Сара Драйвер — Чучело
- Пол Слоун — владелец гостиницы

## Структура
Смысл названия фильма в том, что каждый из трёх его героев, будучи неудовлетворён своей жизнью, мечтает попасть в рай, будь то Америка (для Евы), Кливленд (для Эдди) или Флорида (для Вилли). Фильм чётко делится титрами на три части, действие которых происходит, соответственно, в Нью-Йорке, Кливленде и в тогда ещё слабо освоенной туристическим бизнесом части побережья Флориды. Однако перемещение в пространстве ничего по сути не меняет в жизни героев, один из которых удивлённо замечает: «Забавно, мы в новом месте, а выглядит всё точно так же». В мире Джармуша герои движутся по кругу, неизменно возвращаясь в исходную точку.
Первоначально Джармуш планировал снять только «Новый свет» — первую треть о знакомстве Вилли и Евы в Нью-Йорке. Этот короткометражный этюд был снят на плёнке, оставшейся у Вима Вендерса после завершения работы над фильмом «Положение вещей», и только после того, как «Новый свет» получил высокую оценку на нескольких фестивалях, фильм был расширен до размеров полнометражного. В жанровом отношении «Новый свет» имеет много общего с так называемым студенческим фильмом — дипломными работами молодых американских режиссёров. Вторая и третья часть принадлежат к излюбленному Джармушем жанру роуд-муви, причём движение героев на юг и его неутешительный итог вызывают в памяти маршрут героев «Беспечного ездока» (1969).

## Стиль
Из трёх главных (и, по сути, единственных) героев фильма оба мужчины представлены двойниками в одинаковых фетровых шляпах, которые они не снимают даже на ночь. Эту троицу роднит неудовлетворённость жизнью, вызванная пустотой и бесцельностью их бесцветного существования. Растительная жизнь Вилли развенчивает распространённый в американском кино стереотип иммигранта-работяги. Отчуждённость делает молодых людей неспособными к подлинному общению.
В соответствии с бесцветностью и безысходностью, царящими в душах персонажей, приведён и весь формально-стилистический строй картины. Чёрно-белая образность удачно передаёт господствующие в фильме чувства пустоты и душевного холода. По замечанию рецензента The New York Times, плёнка кажется выгоревшей на солнце и полинявшей от небрежного хранения, отчего все запечатлённые на ней образы однородны в своей серости.
В фильме практически отсутствуют монтажные склейки. Каждая из сцен снята единым дублем. Сохранён и естественный звук. Переходы между сценами оформлены за счёт постепенного затемнения до нескольких секунд полной черноты. Таким образом достигается соответствие той эмоциональной и коммуникативной пустоте, в которой находятся персонажи.
Оператор Том Дичилло отталкивается от эстетики Фасбиндера, в «Катцельмахере» тоже показавшем жизнь иммигранта через неподвижный объектив камеры, который не следует за движениями героя фильма, а ждёт его возвращения в кадр, так как оно неизбежно в силу цикличности создаваемого режиссёром художественного мира.
В Кливленде, когда Вилли и Эдди заезжают за Евой и садятся за столик кафе, где она работает, на заднем плане виден Джим Джармуш, который ест хот-дог. Женщину в широкополой шляпе сыграла Сара Драйвер — подруга Джармуша в то время.

## Значение
- Андрей Плахов пишет, что в этом фильме заметно формирование режиссёрского почерка Джармуша, который «проявляется в настойчиво культивируемой точке зрения горожанина-иммигранта, в пристрастии к урбанистическим пейзажам, в поэзии случайных уличных встреч, в том вкусе, который питает Джармуш к чудесам и тайнам большого города»[1].
- По словам Тильды Суинтон, фильм Джармуша убедил её, что в Америке можно снимать не только мейнстримные ленты: «У Джима особый способ толкования Америки. Он словно говорит: „Я чужак, но я также и американец, так что мы ощутим этот мир вместе“. Вот почему он стал такой силой в международном кинематографе — он объясняет Америку чужакам, оставаясь при этом одним из них»[5].
- Киноэнциклопедия Allmovie относит «Более странно, чем в раю» к числу самых влиятельных фильмов конца XX столетия, поскольку именно он стал предвестником малобюджетного независимого кино, определявшего облик американского кинематографа на исходе столетия[3].

## Награды
- «Золотая камера» за лучший дебют на Каннском фестивале.
- «Золотой леопард» на фестивале в Локарно.
- Специальный приз жюри на фестивале независимого кино «Сандэнс».
- Приз Национального общества кинокритиков за лучший фильм.